# 25. listopad
25. listopad je 329. den roku podle gregoriánského kalendáře (330. v přestupném roce). Do konce roku zbývá 36 dní.

## Události

### Česko
- 1412 – velkou část českého království postihla mohutná vichřice, která ničila střechy hradů a kostelů, místy i celé domy, vyvrátila nebo zlámala množství stromů v lesích a sadech.
- 1888
  - V Praze byl položen základní kámen kostela svaté Ludmily. Od položení základního kamene trvalo pět let, než byl kostel otevřen. Architektem byl Josef Mocker.
  - Vyšel první svazek Ottova naučného slovníku (obsahoval hesla A-Alpy).
- 1989
  - Mši svatou při příležitosti svatořečení Anežky České ve Svatovítské katedrále celebroval kardinál František Tomášek. Papež Jan Pavel II. ji svatořečil 12. listopadu 1989.
  - Sobotní demonstrace na Letné se zúčastnilo 800 000 lidí z celé republiky. Československá televize vysílala demonstraci v přímém přenosu.
- 1990 – v Praze v Realistickém divadle na setkání hnutí České děti a dalších monarchistů založena Koruna Česká (royalistické hnutí Čech, Moravy a Slezska).
- 1992 – Federální shromáždění odhlasovalo rozdělení Československa na Českou a Slovenskou republiku a počínaje 1. lednem 1993 Československo přestane existovat.
- 2005 – Slovácký verbuňk byl prohlášen Mistrovským dílem ústního a nemateriálního dědictví lidstva UNESCO.

### Svět
- 1120 – Ztroskotání Bílé lodi u břehů Normandie.
- 1177 – V bitvě u Montgisardu král Balduin IV. Jeruzalémský a Raynald de Chatillon porazili Saladina a jeho mnohem větší vojsko Ajjúbovců.
- 1332 – Karel IV. s italskými spojenci zvítězil nad koalicí Lucemburkům nepřátelských italských měst v bitvě San Felice v severní Itálii.
- 1535 – Papež Klement VII. uznal řád svaté Voršily a jmenoval Andělu Mericiovou první matkou představenou.
- 1615 – uzavření sňatku mezi Ludvíkem XIII. a Annou Rakouskou v katedrále Saint-André v Bordeaux, rodiče Ludvíka XIV. a Filipa I. Orleánského
- 1915 – Albert Einstein prezentoval konečnou verzi gravitačního zákona, známého jako obecná teorie relativity, v Pruské akademii věd.
- 1942 – Sovětská vojska zahájila Druhou rževsko-syčevskou ofenzívu zvanou Operace Mars.
- 1963 – Zavražděný prezident USA John Fitzgerald Kennedy byl pohřben na Arlingtonském národním hřbitově; obřad se stal předmětem prvního transatlantického televizního přímého přenosu v historii a mohl ho tak sledovat celý svět.
- 1975 – Surinam získal nezávislost na Nizozemsku.
- 2019 – Z drážďanské klenotnice Grünes Gewölbe byly ukradeny unikátní šperky, diamanty a drahé kameny z historické sbírky německé spolkové země Sasko. Hodnota klenotů je díky jejich jedinečnosti a historickému odkazu nevyčíslitelná, ale klenotnická hodnota dosahuje částky jedné miliardy eur.

## Narození

### Česko

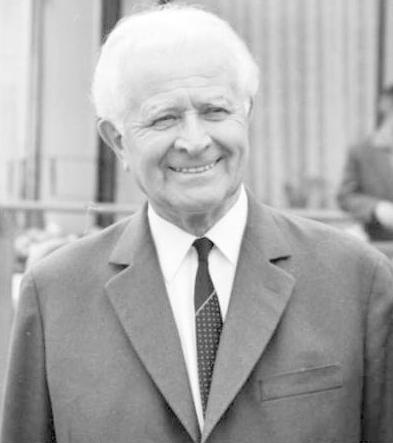
Ludvík Svoboda (* 1895)

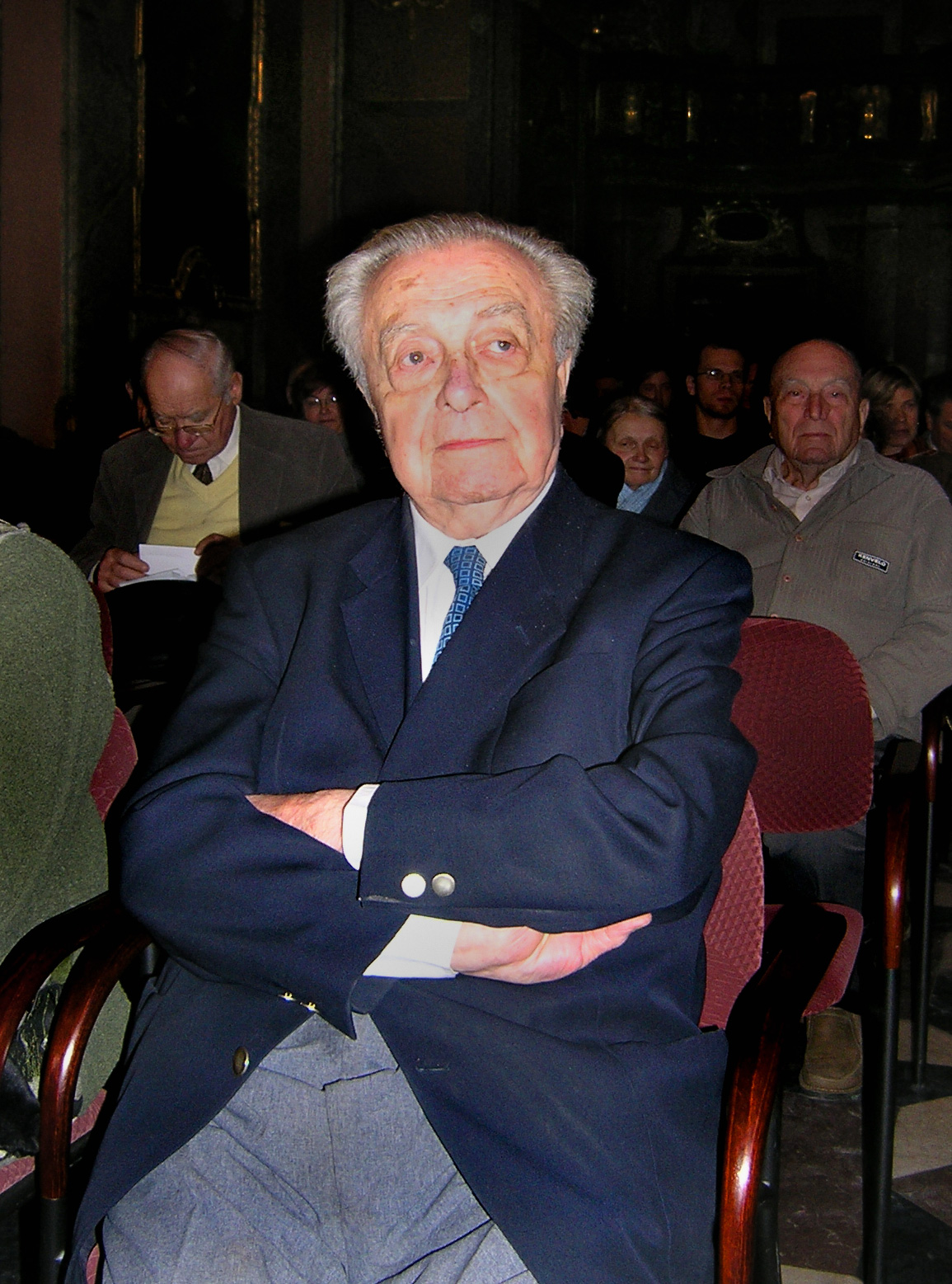
Ilja Hurník (1922–2013)

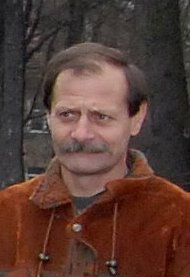
Petr Janečka (* 1957)

- 1547 – Samuel Fischer, česko-německý farář a univerzitní profesor († 22. června 1600)
- 1816
  - František Šohaj, klasický filolog a pedagog († 31. května 1878)
  - Franz Damasus Deworezky, jihočeský stavitel polského původu († 1. června 1891)
  - František Mařík, lokomotivní konstruktér a technik († 10. listopadu 1893)
- 1832 – Martin Weinfurt, učitel, spisovatel a redaktor († 30. března 1890)
- 1833
  - Rudolf Thurn-Taxis, šlechtic, právník a mecenáš († 3. července 1904)
  - Václav Křížek, pedagog, vlastenec, politik a kulturní organizátor († 4. června 1881)
- 1842 – Karel Konrád, kněz, historik české duchovní hudby († 3. listopadu 1894)
- 1845
  - Bohumír Roubalík, malíř a ilustrátor († 17. března 1928)
  - Prokop Josef Baudyš, římskokatolický duchovní († 24. ledna 1905)
- 1852 – Matěj Hlaváček, podnikatel, mecenáš a starosta Košíř († 6. října 1897)
- 1854 – Jan Antonín Dobřenský, rakouský šlechtic a český politik († 24. ledna 1900)
- 1863 – Konrád Martínek, rakousko-český politik († 28. února 1916)
- 1865 – Ondřej Schrutz, profesor epidemiologie a dějin lékařství († 28. prosince 1932)
- 1871 – Emanuel Kejmar, československý politik († ?)
- 1872 – František Rous, sochař († 27. července 1936)
- 1873 – Bohumil Jakubka, československý politik († ?)
- 1877 – Nikolaj Jefgrafovič Osipov, český psychiatr ruského původu († 19. února 1934)
- 1879 – Zdeněk Bažant, profesor stavební mechaniky, rektor ČVUT († 1. září 1954)
- 1880 – Oldřich Hujer, lingvista a indoevropeista († 4. června 1942)
- 1881 – Emanuel Kejmar, politik a poslanec Národního shromáždění († 21. února 1951)
- 1888 – Jan Böhm, zahradník a pěstitel růží († 4. dubna 1959)
- 1890 – Karel Hansa, cestovatel a spisovatel († 1951)
- 1892
  - Leopold Heyrovský, právník a entomolog († 29. června 1976)
  - Augustin Kubát, politický komunistický vězeň († 16. května 1970)
- 1893 – Konrád Jaroslav Hruban, odborník na železobetonové stavby († 26. srpna 1977)
- 1895 – Ludvík Svoboda, generál a prezident († 20. září 1979)
- 1897 – Josef Hejret, československý diplomat († 1951)
- 1898 – František Bürger-Bartoš, československý legionář na italské frontě († 15. října 1964)
- 1900 – Dušan Polívka, lékař a přednosta plzeňské fakultní nemocnice († 4. listopadu 1983)
- 1905 – Jan Jůzl, malíř († 22. července 1976)
- 1907 – Petr Czernin, česko-rakouský šlechtic († 31. října 1967)
- 1908
  - Bohuslav Karlík, československý kanoista, olympijský vítěz († 29. září 1996)
  - Eduard Tomáš, mystik, jogín a spisovatel († 26. května 2002)
- 1909
  - František Pažout, botanik a pěstitel kaktusů († 1975)
  - Miroslav Homola, herec a operetní zpěvák († 24. října 1983)
  - Eva Kamínková, klasická filoložka († 6. dubna 1982)
- 1910 – Karel Mrázek, vojenský pilot za druhé světové války († 5. prosince 1998)
- 1912
  - Bohuslav Březovský, spisovatel († 24. června 1976)
  - Stanislav Fejfar, stíhací pilot († 17. května 1942)
- 1914 – Karel Polata, hudební skladatel a dirigent († 29. března 1974)
- 1920 – Antonín Vězda, lichenolog († 10. listopadu 2008)
- 1921 – Mojmír Povolný, předseda Rady svobodného Československa († 21. srpna 2012)
- 1922
  - Ilja Hurník, spisovatel, klavírista, hudební skladatel a pedagog († 7. září 2013)
  - Erich Pepřík, římskokatolický kněz z Kroměříže († 9. dubna 2017)
- 1928 – Marie Kaplanová, křesťanská aktivistka († 23. dubna 2014)
- 1938 – Jan Šolc, vysokoškolský učitel,občanský aktivista a politik
- 1940 – Josef Ježek, politik a poslanec
- 1944
  - Jiří Bureš, duchovní církve československé husitské a politik († 7. dubna 2010)
  - Vlasta Čiháková-Noshiro, historička umění a orientalistka
- 1945 – Ladislav Kantor, zpěvák, hudební publicista, režisér a politik († 26. července 2015)
- 1946 – Pavel Pokorný, klávesista, kytarista, houslista a zpěvák
- 1947
  - Jaroslav Kubín, politik a advokát
  - Jiří Lechtýnský, šachista
- 1948 – Zdeněk Koubek, fotbalový obránce
- 1952 – Tomáš Mlynkec, dramatik a spisovatel
- 1954 – Eva Hauserová, novinářka, spisovatelka, překladatelka, feministka († 22. prosince 2023)
- 1957
  - Petr Janečka, fotbalista
  - Tomáš Kladívko, politik
- 1958 – Irena Fleissnerová, olympijská plavkyně
- 1959 – Vladimír Budinský, inženýr a politik, ministr dopravy
- 1960 – Pavel Řežábek, ekonom
- 1962 – Jana Drápalová, politička a ekoložka
- 1964 – Petr Chaloupský, varhaník a hudební skladatel
- 1968 – Martin Bareš, profesor neurologie
- 1972 – Karel Březina, politik
- 1973 – Jiří Junek, politik a ředitel muzea ve Vysokém Mýtě
- 1983 – Jan Gemrot, malíř
- 1985 – Štěpán Dvořák, hasič a ultramaratonec
- 1995 – Gregor Bauer, herec

### Svět

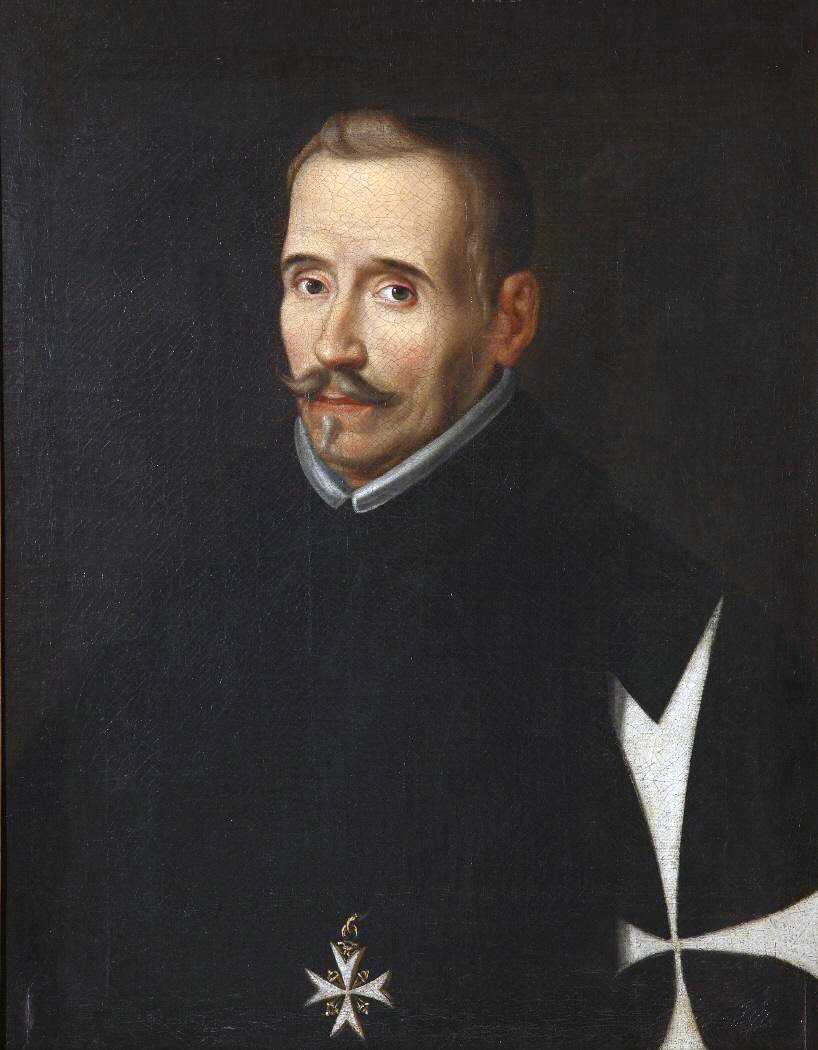
Lope de Vega (* 1562)

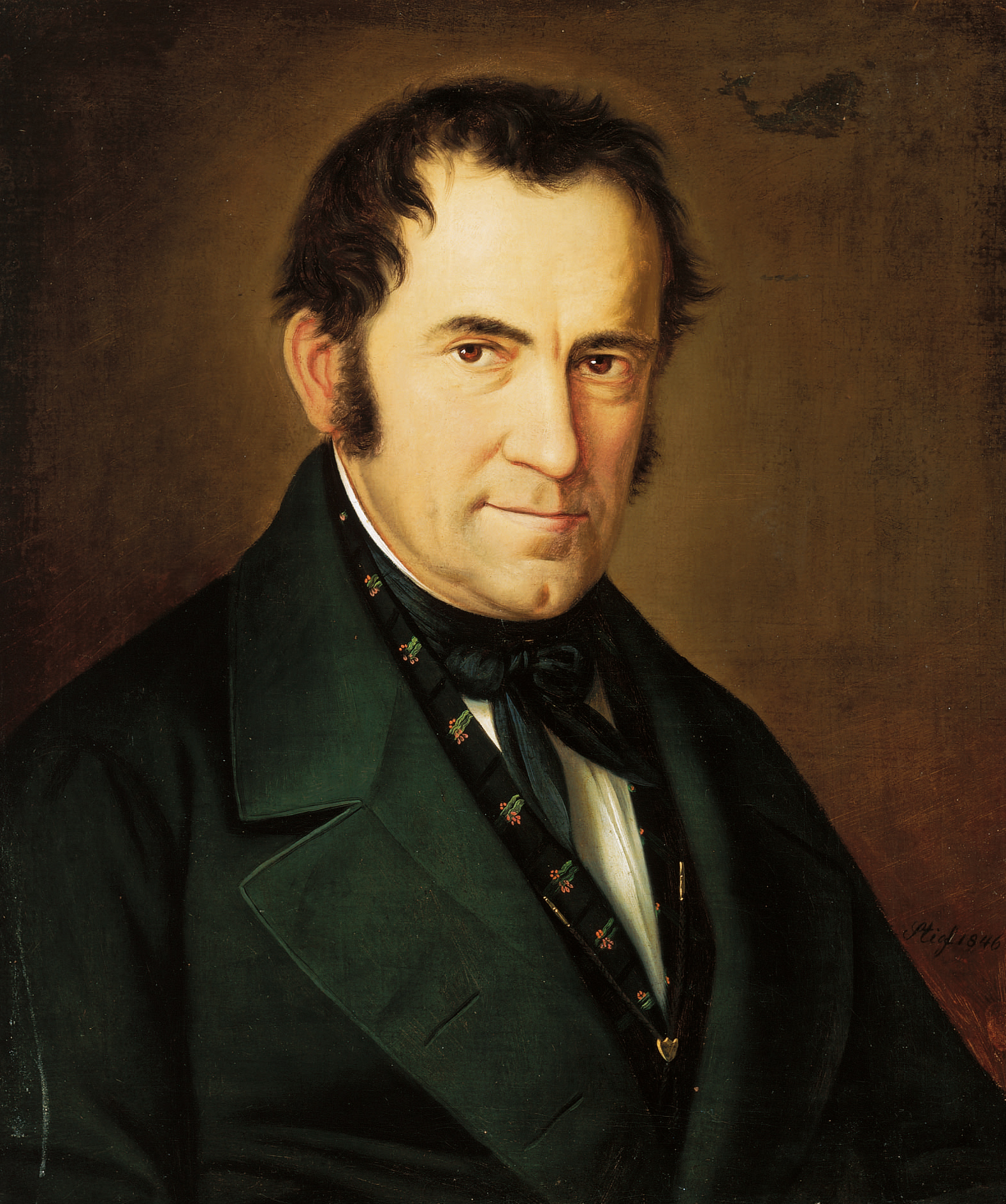
Franz Xaver Gruber (* 1787)

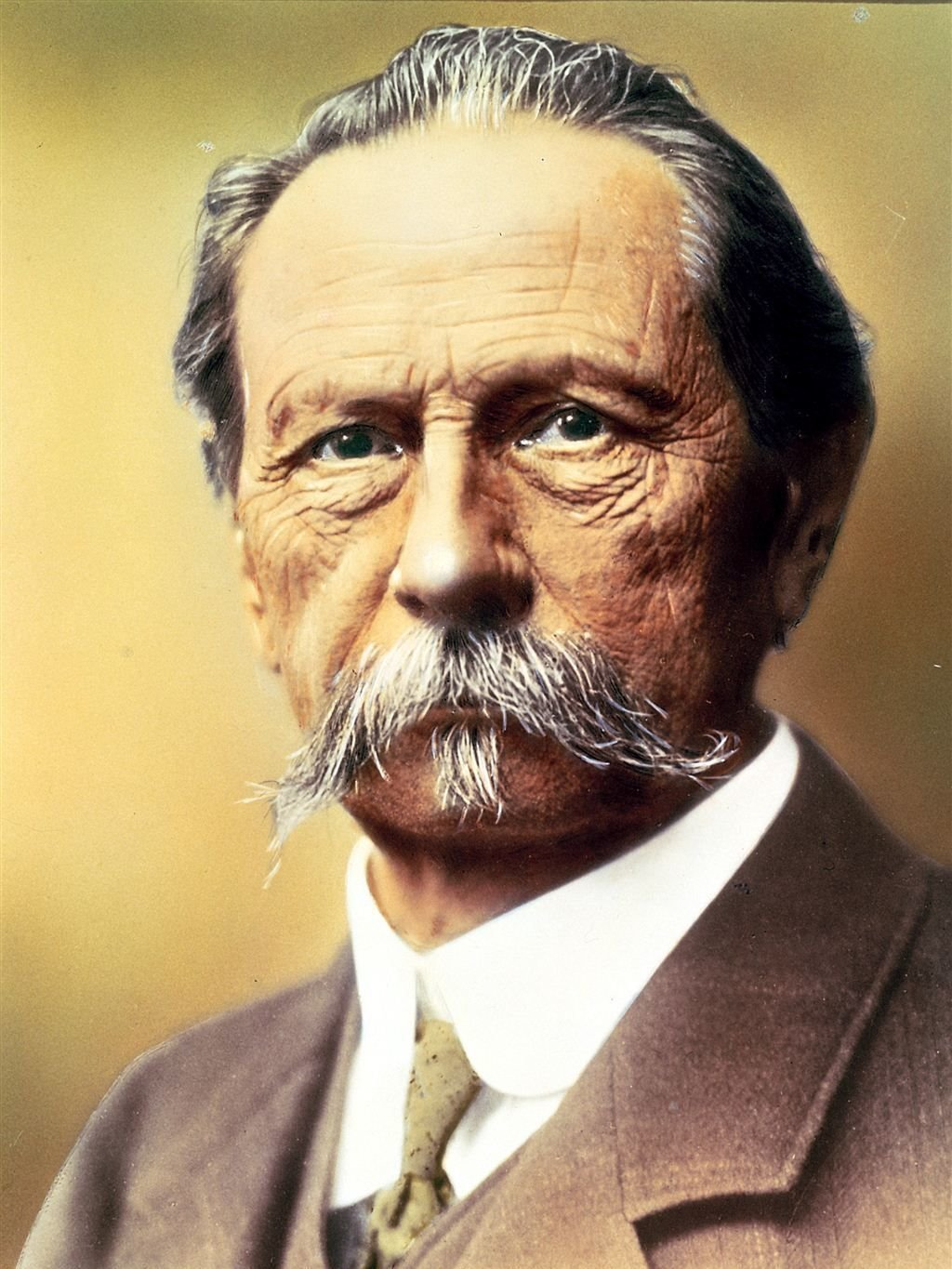
Karl Benz (* 1844)

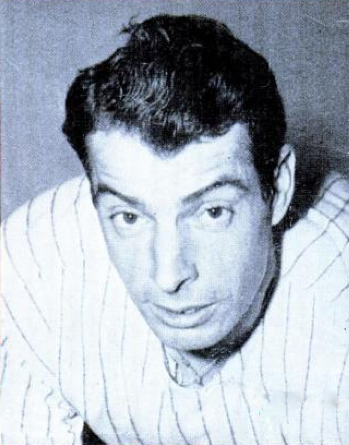
Joe DiMaggio (* 1914)

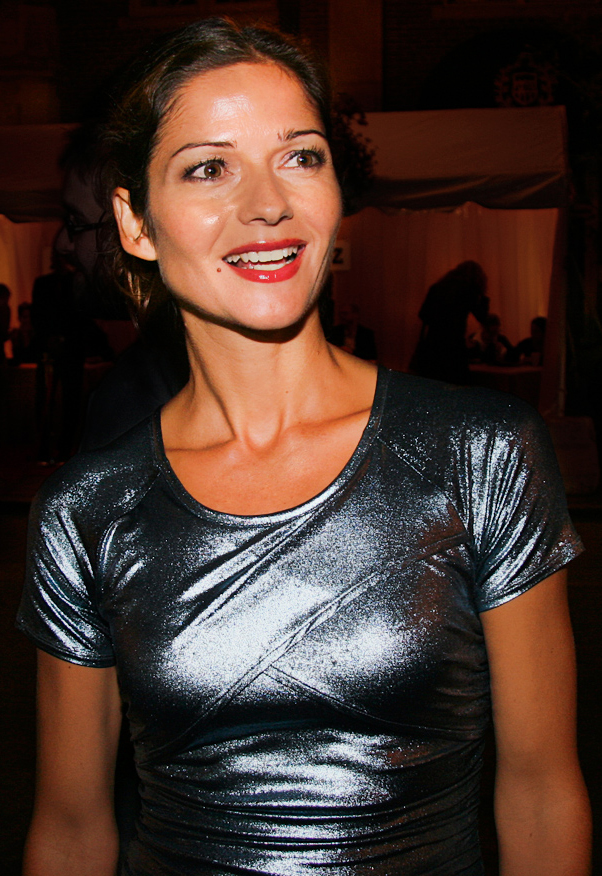
Jill Hennessy (* 1968)

- 1330 – Ludvík II. Flanderský, hrabě z Flander, Rethelu a Nevers († 30. ledna 1384)
- 1454 – Kateřina Cornaro, kyperská královna († 10. července 1510)
- 1562 – Lope de Vega, španělský básník († 27. srpna 1635)
- 1593 – Alain de Solminihac, francouzský římskokatolický kněz, biskup, blahoslavený († 31. prosince 1659)
- 1609 – Henrietta Marie Bourbonská, anglická královna († 10. září 1669)
- 1638 – Kateřina z Braganzy, anglická královna († 30. listopadu 1705)
- 1722 – Heinrich Johann Nepomuk von Crantz, lucemburský botanik († 18. ledna 1799)
- 1738 – Thomas Abbt, německý filosof a matematik († 3. listopadu 1766)
- 1743 – William Henry, vévoda z Gloucesteru a Edinburghu, britský princ († 25. srpna 1805)
- 1763 – Jean-Germain Drouais, francouzský malíř († 15. července 1788)
- 1783 – Christian Andreas Zipser, pedagog, mineralog, geolog, vlastivědný pracovník, organizátor vědeckého života a entomolog († 20. února 1864)
- 1787 – Franz Xaver Gruber, rakouský skladatel, autor koledy Tichá noc († 7. června 1863)
- 1810 – Nikolaj Ivanovič Pirogov, ruský vědec, chirurg († 5. prosince 1881)
- 1814 – Julius Robert von Mayer, německý fyzik a lékař († 20. března 1878)
- 1816 – Lewis Morris Rutherfurd, americký advokát a astronom († 30. května 1892)
- 1835 – Andrew Carnegie, americký průmyslník a filantrop († 1919)
- 1837 – Adolf Peter Záturecký, slovenský pedagog, sběratel slovenské lidové slovesnosti († 1. června 1904)
- 1844 – Karl Benz, německý automobilový konstruktér († 1929)
- 1845 – José Maria de Eça de Queirós, portugalský spisovatel, publicista a diplomat († 16. srpna 1900)
- 1848 – María Catalina Irigoyen Echegaray, španělská řeholnice, blahoslavená († 10. října 1918)
- 1850 – Vasyl Davydjak, rakouský řeckokatolický duchovní a politik rusínské národnosti († 10. února 1922)
- 1852 – Jan Salvátor Toskánský, rakouský arcivévoda († ? 1890)
- 1853 – Jozef Škultéty, slovenský literární kritik, historik, jazykovědec († 19. ledna 1948)
- 1855 – Catalina Calpe Ibáñez, španělská řeholnice a mučednice († 20. listopadu 1936)
- 1858 – Léon Serpollet, francouzský podnikatel a konstruktér († 11. února 1907)
- 1861 – József Rippl-Rónai, maďarský malíř († 23. května 1927)
- 1868 – Arnošt Ludvík Hesenský, poslední velkovévoda hesenský († 9. října 1937)
- 1870 – Maurice Denis, francouzský malíř († 13. listopadu 1943)
- 1871 – Moritz Jakob Freiherr Daublebsky von Sterneck, rakouský šlechtic († 2. března 1917)
- 1873 – Moše Novomejskij, sionistický aktivista a průmyslník († 27. března 1961)
- 1875 – Adelaide Hanscomová Leesonová, americká umělkyně a fotografka († 19. listopadu 1931)
- 1876 – Viktorie Melita Sasko-Koburská, velkovévodkyně hesenská a ruská velkokněžna († 2. března 1936)
- 1880 – Leonard Woolf, anglický politický teoretik, spisovatel a nakladatel († 14. srpna 1969)
- 1881 – Angelo Giuseppe Roncali, později papež Jan XXIII. († 3. června 1963)
- 1883 – Branko Lazarević, srbský literární kritik († 6. října 1968)
- 1885 – Alexander Cadogan, britský diplomat a šlechtic († 9. července 1968)
- 1887 – Nikolaj Ivanovič Vavilov, sovětský biolog († 26. ledna 1943)
- 1889 – Jan Berzin, šéf sovětské vojenské rozvědky († 29. července 1938)
- 1892
  - Arthur Blackburn, australský voják, právník a politik († 24. listopadu 1960)
  - Fran Krašovec, slovinský fotograf († 15. ledna 1969)
- 1895
  - Wilhelm Kempff, německý klavírista, varhaník a skladatel († 23. května 1991)
  - Anastáz Ivanovič Mikojan, sovětský státník arménského původu († 21. října 1978)
- 1897 – Kurt Bauch, německý historik umění († 1. března 1975)
- 1898 – Štefan Haščík, československý politik a ministr obrany Slovenského státu († 1985)
- 1899 – Väinö Kokkinen, finský zápasník († 27. srpna 1967)
- 1900 – Rudolf Höss, válečný zločinec, velitel koncentračního tábora Osvětim († 16. dubna 1947)
- 1901
  - Arthur Liebehenschel, velitel vyhlazovacích táborů Auschwitz-Birkenau a Majdanek († 28. ledna 1948)
  - Fernando Tambroni, premiér Itálie († 18. února 1963)
- 1902 – Eddie Shore, kanadský hokejista († 16. března 1985)
- 1903 – William DeHart Hubbard, americký olympijský vítěz ve skoku do dálky 1924 († 23. června 1976)
- 1904 – Lillian Copelandová, americká olympijská vítězka v hodu diskem († 7. července 1964)
- 1906 – Karl Waldbrunner, rakouský politik († 5. června 1980)
- 1908 – Ťia Lan-pcho, čínský paleontolog († 8. července 2001)
- 1911 – Kurt Lütgen, německý spisovatel († 25. června 1992)
- 1914
  - Joe DiMaggio, americký baseballový hráč († 8. března 1999)
  - Lynn Chadwick, anglický výtvarník († 25. dubna 2003)
  - Ann Rosenerová, americká fotografka († 19. května 2012)
- 1915 – Augusto Pinochet, chilský diktátor († 10. prosince 2006)
- 1916 – Marija Anikanovová, sovětská rychlobruslařka († 2005)
- 1917 – Luigi Poggi, italský kardinál, vatikánský diplomat († 4. května 2010)
- 1920 – Ricardo Montalbán, mexicko-americký herec († 14. ledna 2009)
- 1923 – Mauno Koivisto, finský prezident († 12. května 2017)
- 1924
  - Paul Desmond, americký jazzový altsaxofonista a skladatel († 30. května 1977)
  - Ante Marković, předseda federální vlády Jugoslávie († 28. listopadu 2011)
- 1926
  - Jeffrey Hunter, americký herec († 27. května 1969)
  - Poul Anderson, americký spisovatel science fiction († 31. srpna 2001)
- 1930 – Jan Peder Syse, premiér Norska († 17. září 1997)
- 1931 – Nat Adderley, americký kornetista a hudební skladatel († 2. ledna 2000)
- 1937 – Kazimieras Antanavičius, litevský ekonom, politik († 16. dubna 1998)
- 1938 – Daniel Katz, finský humorista
- 1939 – Martin Feldstein, americký konzervativní ekonom, poradce prezidentů USA
- 1940
  - Percy Sledge, americký R&B a soulový zpěvák († 14. dubna 2015)
  - Reinhard Furrer, německý vědec a astronaut († 9. září 1995)
- 1941
  - Riaz Ahmed Gohar Shahi, pákistánský duchovní vůdce a zakladatel hnutí Messiah Foundation International († patrně 2001)
  - Ahmad Šafík, egyptský politik
  - Philippe Honoré, francouzský karikaturista († 7. ledna 2015)
  - Jean-Michel Di Falco, francouzský římskokatolický duchovní, emeritní biskup gapský
- 1942 – Rosa von Praunheim, německý filmový režisér
- 1944
  - Mark Minkov, ruský hudební skladatel († 29. května 2012)
  - Maarten ’t Hart, nizozemský spisovatel
- 1945 – František Kozinka, slovenský fotbalový brankář
- 1947
  - Stéphane Courtois, francouzský historik
  - Tracey Walter, americký herec
- 1950
  - Chris Claremont, americký komiksový scenárista
  - Yvonne Kennyová, australská operní pěvkyně, sopranistka
  - Giorgio Faletti, italský herec a spisovatel
- 1951 – Arturo Pérez-Reverte, španělský spisovatel a novinář
- 1954 – Theodoros II., pravoslavný patriarcha alexandrijský a celé Afriky
- 1959
  - Steve Rothery, kytarista britské rockové kapely Marillion
  - Raimund Baumschlager, rakouský rallyový jezdec
- 1960
  - John F. Kennedy mladší, syn amerického prezidenta Johna F. Kennedyho († 1999)
  - Amy Grant, americká zpěvačka
- 1961
  - Milan Beseda, slovenský fotbalista
  - Milan Krupčík, slovenský fotbalista
- 1963 – Milan Meliš, slovenský fotbalista
- 1964 – Mark Lanegan, americký rockový hudebník a písničkář
- 1968 – Jill Hennessy, kanadská herečka
- 1971 – Christina Applegate, americká herečka
- 1974 – Sergej Baranov, ruský pravoslavný duchovní
- 1977 – Guillermo Cañas, argentinský tenista
- 1980 – Aleen Baileyová, jamajská atletka
- 1981 – Xabi Alonso, španělský fotbalista
- 1982
  - Minna Kauppiová, finská reprezentantka v orientačním běhu
  - Natalia Cordova-Buckley, mexická herečka
- 1983
  - Lukáš Barták, slovenský reprezentant v orientačním běhu
  - Ovanes Davtjan, arménský zápasník - judista
- 1986 – Katie Cassidy, americká herečka
- 1987 – Odil Ahmedov, uzbecký fotbalista
- 1988 – Nodar Kumaritašvili, gruzínský sáňkař († 12. února 2010)
- 1989 – Tom Dice, belgický zpěvák a skladatel
- 1990 – Aláldin Abúelkásim, egyptský sportovní šermíř
- 1991 – Damian de Allende, jihoafrický ragbista
- 1992
  - Ana Bogdanová, rumunská tenistka
  - Cindy Burgerová, nizozemská tenistka
- 1994 – Stanislav Lobotka, slovenský fotbalista
- 1998 – Corbyn Besson, americký zpěvák ve skupině Why Don't We

## Úmrtí

### Česko

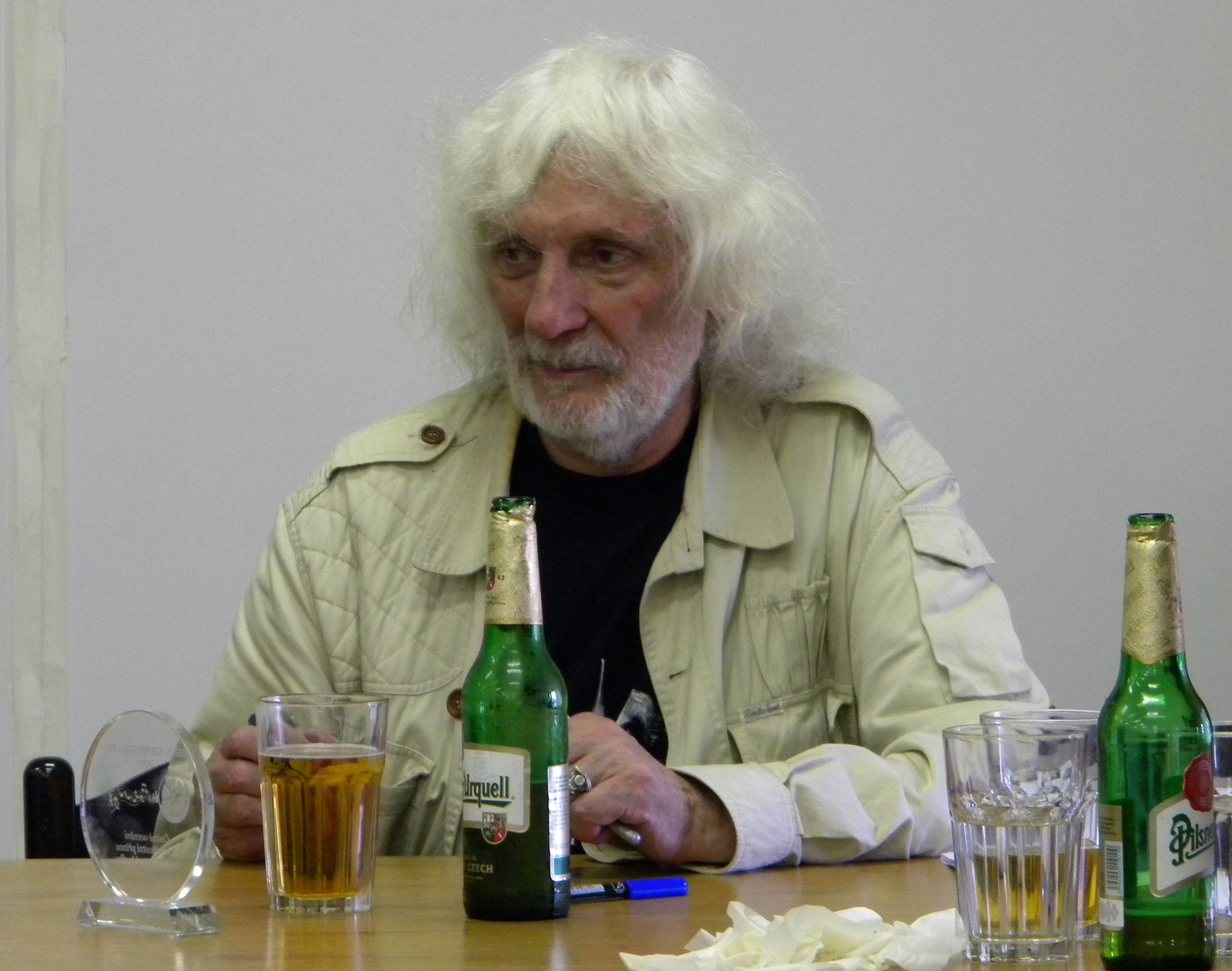
Petr Hapka († 2014)

- 1760 – Josef Azzoni, právník (* 1712)
- 1792 – Antonín Gerber, hudební skladatel a flétnista (* 18. února 1711)
- 1877 – Bohumil Havlasa, novinář, spisovatel a dobrodruh (* 1. října 1852)
- 1888
  - Jan Balcar, náboženský myslitel (* 27. března 1832)
  - Josef Jireček, etnograf, literární historik (* 9. října 1825)
- 1910 – Magnus Knappe, první baptistický misionář na českém území (* 17. února 1822)
- 1914 – Josef Bašek, malíř, krajinář (* 6. února 1868)
- 1915 – František Saleský Bauer, arcibiskup olomoucký (* 26. ledna 1841)
- 1922 – Heinrich Fritsch, československý politik německé národnosti (* 1859)
- 1931 – Milada Schusserová, malířka (* 14. března 1877)
- 1934 – Božena Studničková, spisovatelka (* 31. ledna 1849)
- 1937 – Josef Sakař, kněz, středoškolský pedagog a historik (* 29. dubna 1870)
- 1944 – Bohuslav Vrbenský, stomatolog, novinář, politik, ministr a poslanec (* 30. března 1882)
- 1946 – Methoděj Bella, československý politik (* 9. prosince 1869)
- 1947 – Eustach Cihelka, podnikatel a umělec (* 1. května 1874)
- 1964 – Jan Šoupal, hudební skladatel, sbormistr a dirigent (* 21. října 1892)
- 1965
  - Josef Štefan Kubín, folklorista, dialektolog a spisovatel (* 7. října 1864)
  - František Balátě, československý legionář, plukovník a stavební ředitel (* 11. února 1889)
- 1967 – Karel Pátek, fyzik (* 5. května 1927)
- 1971 – Zdena Vincíková, swingová zpěvačka (* 1917)
- 1972 – Karl Ernstberger, architekt německé národnosti (* 25. září 1887)
- 1979 – Josef III. ze Schwarzenbergu, šlechtic (* 3. ledna 1900)
- 1993 – Jiří František Novák, hudební skladatel a pedagog (* 15. srpna 1913)
- 1994 – Jiří Likeš, statistik (* 15. listopadu 1929)
- 1996 – Josef Kempný, dlouholetý komunistický politik (* 19. července 1920)
- 2004 – František Smetana, violoncellista (* 8. května 1914)
- 2007 – Milada Einhornová, fotografka (* 10. října 1925)
- 2011 – Jiří Mostecký, chemik, rektor VŠCHT Praha (* 21. května 1923)
- 2013 – Egon Lánský, novinář a místopředseda Zemanovy vlády (* 23. července 1934)
- 2014 – Petr Hapka, skladatel a zpěvák (* 13. května 1944)
- 2015 – Inez Tuschnerová, textilní výtvarnice a malířka (* 6. května 1932)
- 2018 – Antonín Jančařík, speleolog (* 13. června 1950)

### Svět
- 1034 – Malcolm II., král skotský

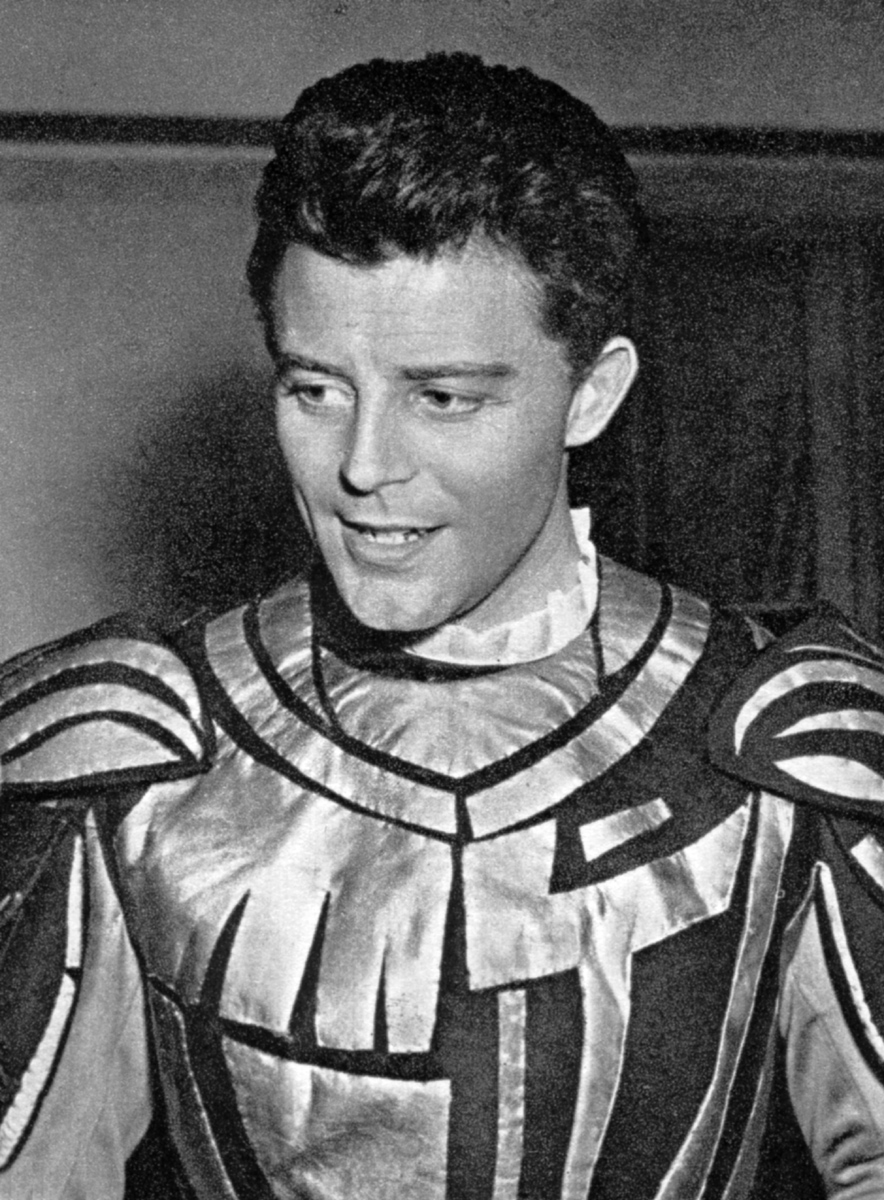
Gérard Philipe († 1959)

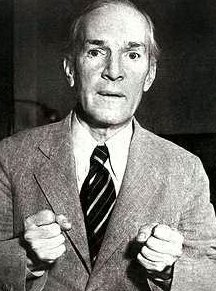
Upton Sinclair († 1968)

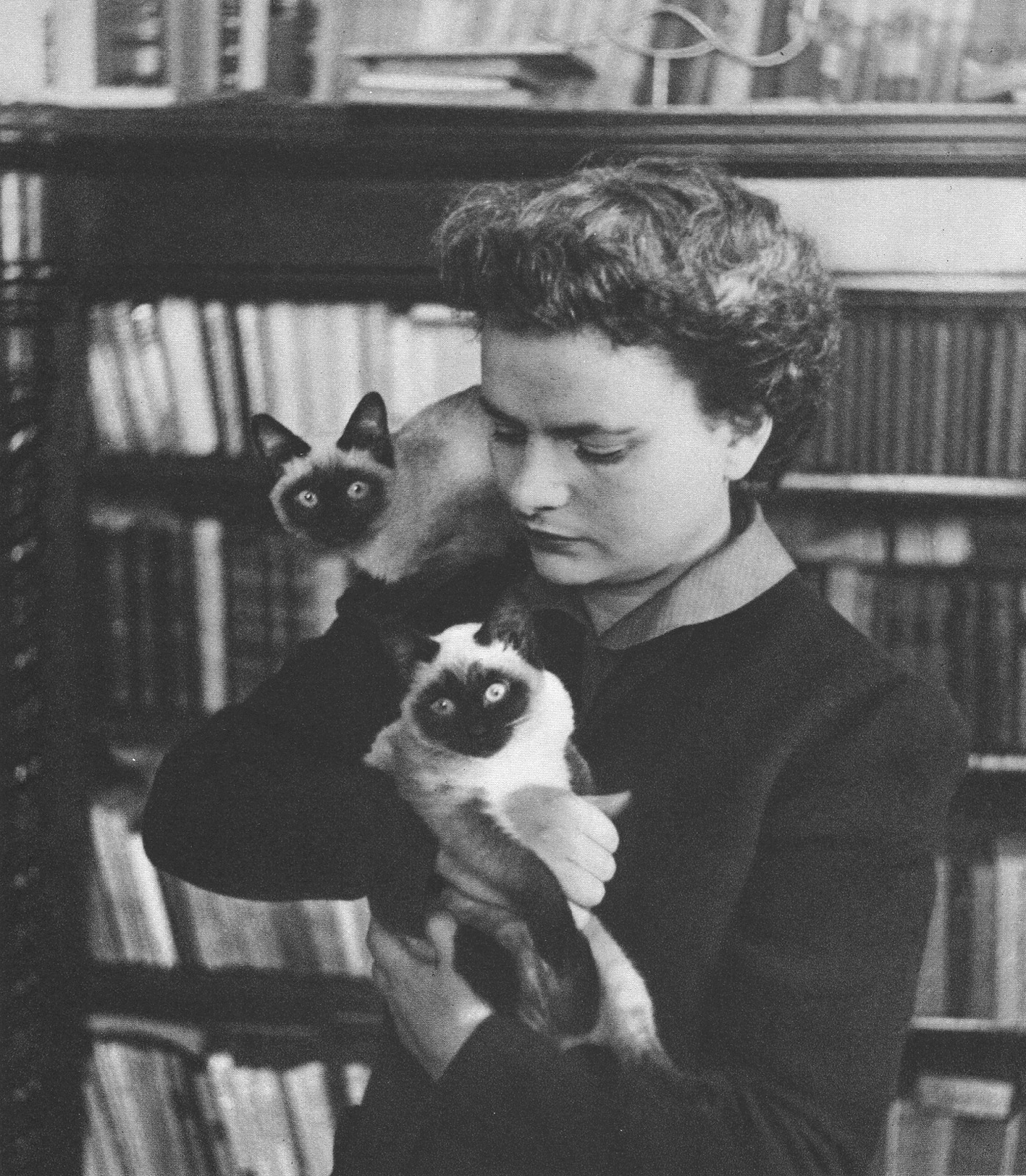
Elsa Morante († 1985)

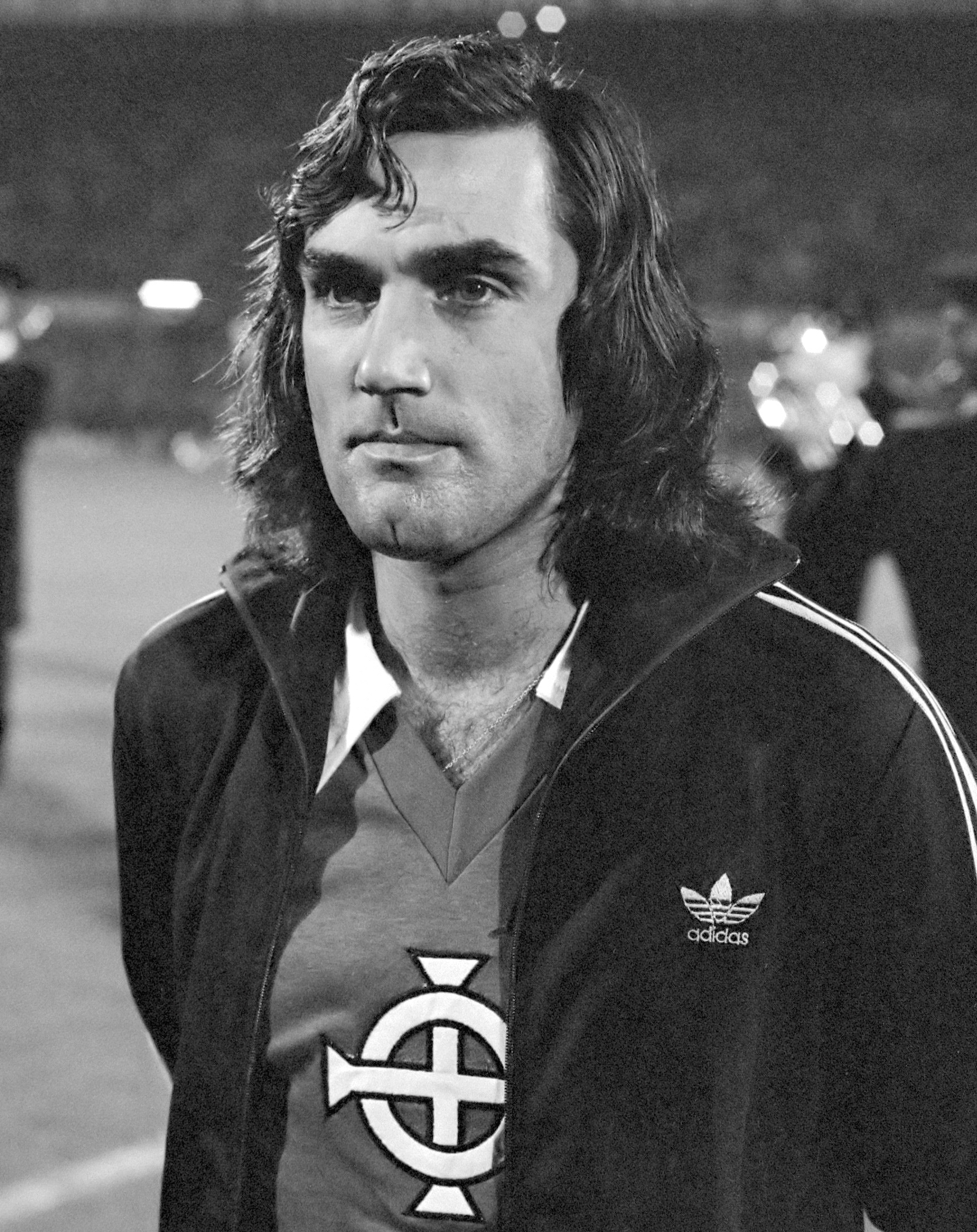
George Best († 2005)

- 1120 – Vilém Aetheling, syn a dědic anglického krále Jindřicha I. (* 1103)
- 1185 – Papež Lucius III. (* 1097)
- 1314 – Jan I. Skotský, král skotský (* cca 1249)
- 1508 – Uršula Braniborská, princezna braniborská (* 25. září 1450)
- 1560 – Andrea Doria, italský námořník, admirál, voják, politik (* 30. listopadu 1466)
- 1626 – Jakub Spanmüller, jezuitský filolog a pedagog (* 1542)
- 1755 – Johann Georg Pisendel, německý houslista a hudební skladatel (* 26. prosince 1687)
- 1785 – Richard Glover, anglický básník a politik (* 1712)
- 1830 – Pierre Rode, francouzský houslista a hudební skladatel (* 16. února 1774)
- 1854 – John Gibson Lockhart, britský literární kritik, spisovatel a básník (* 12. července 1794)
- 1864 – David Roberts, skotský malíř (* 24. října 1796)
- 1884 – Adolph Wilhelm Hermann Kolbe, německý chemik
- 1885
  - Thomas A. Hendricks, americký politik a právník (* 7. září 1819)
  - Alfons XII. španělský král z rodu Bourbonů (* 28. listopadu 1857)
- 1891 – William Notman, kanadský fotograf (* 8. března 1826)
- 1895 – Nazime Sultan, osmanská princezna a dcera sultána Abdulazize (* 14. února 1866)
- 1901 – Josef Gabriel Rheinberger, německý hudební skladatel a klavírista (* 17. března 1839)
- 1915 – Michel Bréal, francouzský filolog (* 26. března 1832)
- 1918 – Josef Pommer, rakouský pedagog, sběratel lidových písní a politik (* 7. února 1845)
- 1920 – Gaston Chevrolet, automobilový průkopník a závodník švýcarského původu (* 1892)
- 1925 – Amos Burn, anglický šachový mistr (* 31. prosince 1848)
- 1934 – Mychajlo Hruševskyj, první prezident Ukrajinské národní republiky (* 29. září 1866)
- 1935
  - Ijasu V., etiopský císař (* 4. února 1887)
  - Anastázie Černohorská, princezna černohorská, velkokněžna ruská (* 23. prosince 1868)
- 1948 – Bjarnat Krawc, lužickosrbský hudební skladatel (* 5. února 1861)
- 1950 – Johannes Vilhelm Jensen, dánský spisovatel, nositel Nobelovy ceny za literaturu (* 20. ledna 1873)
- 1956 – Olexandr Dovženko, sovětský filmový scenárista, producent a režisér (* 10. září 1894)
- 1959 – Gérard Philipe, francouzský herec (* 4. prosince 1922)
- 1961 – Hubert Van Innis, belgický lukostřelec, šestinásobný olympijský vítěz (* 24. února 1866)
- 1965 – Myra Hessová, britská klavíristka (* 25. února 1890)
- 1967 – Ossip Zadkine, sochař a grafik ruského původu (* 14. července 1890)
- 1968
  - Upton Sinclair, americký novinář, politik a spisovatel (* 20. září 1878)
  - Marie imakuláta Toskánská, rakouská arcivévodkyně a vévodkyně württemberská (* 3. září 1878)
- 1970 – Jukio Mišima, japonský spisovatel (* 14. ledna 1925)
- 1972
  - Hans Scharoun, německý architekt (* 20. září 1893)
  - Henri Coandă, rumunský letecký konstruktér (* 7. června 1886)
- 1974
  - Nick Drake, britský zpěvák a kytarista (* 19. června 1948)
  - U Thant, barmský politik, 3. generální tajemník OSN (* 22. ledna 1909)
- 1979 – Hermann Gehri, švýcarský zápasník, olympijský vítěz 1924 (* 26. července 1899)
- 1982
  - Carlos Borja, mexický basketbalista (* 23. května 1913)
  - Bernard Sychta, kašubský jazykovědec a etnograf (* 21. března 1907)
  - Walt Ader, americký automobilový závodník (* 15. prosince 1913)
- 1983 – Vladimir Natanovič Gelfand, ukrajinský spisovatel (* 1. března 1923)
- 1985 – Elsa Morante, italská spisovatelka (* 18. srpna 1912)
- 1986 – Gabdulchaj Achatov, sovětský lingvista (* 8. září 1927)
- 1992 – Dimitrij Ukolov, sovětský hokejový reprezentant (* 23. října 1929)
- 1995 – Léon Zitrone, francouzský novinář a televizní moderátor (* 25. listopadu 1914)
- 1997 – Hastings Kamuzu Banda, prezident Malawi (* 14. května 1906)
- 1998 – Nelson Goodman, americký filozof (* 7. srpna 1906)
- 1999
  - Pierre Bézier, francouzský konstruktér a matematik (* 1. září 1910)
  - Didier Anzieu, francouzský psychoanalytik (* 8. července 1923)
- 2002 – Karel Reisz, britský režisér českého původu (* 21. července 1926)
- 2005
  - George Best, severoirský fotbalista (* 22. května 1946)
  - Richard Burns, britský rallyový jezdec (* 17. ledna 1971)
- 2008 – William Gibson, americký dramatik a spisovatel (* 13. listopadu 1914)
- 2010 – Peter Christopherson, anglický hudebník a výtvarník (* 27. února 1955)
- 2011 – Vasilij Alexejev, ruský vzpěrač, olympijský vítěz (* 7. ledna 1942)
- 2012 – Dinah Sheridanová, anglická herečka (* 17. září 1920)
- 2013 – Chico Hamilton, americký jazzový bubeník (* 21. září 1921)
- 2016 – Fidel Castro, kubánský prezident a premiér, revolucionář a první tajemník Komunistické strany Kuby (* 13. srpna 1926)
- 2020 – Diego Maradona, argentinský fotbalista a trenér anglické fotbalové reprezentace (* 30. října 1960)
- 2022 – Irene Cara, americká zpěvačka (* 18. března 1959)

## Svátky

### Česko
- Kateřina
- Karina, Katrina, Rina
- Čistoslav, Čistoslava
- Socialistický kalendář: Ludvík Svoboda (* 1895)

Katolický kalendář
- Svatá Kateřina Alexandrijská

### Svět
- USA: Den díkůvzdání (Thanksgiving; je-li čtvrtek)
- Surinam: Den nezávislosti
- Bosna a Hercegovina: Národní den
- OSN: Mezinárodní den boje proti násilí na ženách

## Pranostiky

### Česko
- Jak je teplo o Augustinu, tak bude studeno na Kateřinu.
- Svatá Kateřina strčí housle do komína.
- Svatá Kateřina zavěsila housle do komína.
- Na svatou pannu Kateřinu sluší se schovati pod peřinu;
pak na svatého Mikuláše tuť jest zima všecka naše.
- Na svatou Kateřinu schováme se pod peřinu.
- Zima-li na Kateřinu, přilož sobě o peřinu!
- Od svaté Kateřiny do svatého Ondřeje (30. 11.) sotvaže se pod peřinou ohřeje.
- Svatá Kateřina přichází bíle oděna.
- Hrozí-li Kateřina sněhem, přinese jej Ondřej.
- Sníh na svatou Kateřinu věští vysoké obilí.
- Svatá Kateřina prádlo máchá a svatá Barbora je škrobí.
- Je-li Kačenka nemocná, bývá Barborka naškrobená.
- Je-li Kačenka ucouraná, je Baruška naškrobená.
- Řekla Káča Barce: „Nechme toho tance!“
- Martin a Kateřina na blátě – Vánoce na ledě.
- Když Kateřina po ledě už chodívá, Eva (24. 12.) potom blátem oplývá.
- Kateřina na ledě, Vánoce na blátě.
- Chodí-li svatá Kateřina po ledě, chodí svatý Štěpán po blátě.
- Den Kateřiny povětří ledna předpovídal.
- Přitrhla-li zima s Kateřinou, bývá do omrzení.
- Jaké počasí na svatou Kateřinu, takové jest v příštím lednu.

## Ostatní
- den polévky Gazpacho v seriálu Červený trpaslík